# 甘肃省历史文化名村
甘肃省历史文化名村由甘肃省政府公布，现有8处。
第一批：2006年公布，共8个村

## 分市名单

### 白银市
- 景泰县寺滩乡永泰村
- 靖远县双龙乡仁和村

### 陇南市
- 两当县杨店乡杨店村

### 天水市
- 秦安县兴国镇风山村
- 秦安县五营乡邵店村

### 庆阳市
- 宁县中村乡政平村
- 正宁县永和镇城关村

### 平凉市
- 静宁县界石铺镇继红村（已升格为第七批中国历史文化名村）